# Adalberto II de Toscana
Adalberto II, margrave de Toscana (c. 875-915), llamado «el Rico» fue hijo y sucesor de Adalberto I de Toscana y, a diferencia de tantos príncipes que se disputaban en aquel entonces los restos del Imperio carolingio, se preocupó más en los problemas de Lombardía. A la muerte de su padre, en 884 u 886, heredó los títulos de conde y duque de Lucca y margrave de Toscana.
Adalberto II murió el 10 o el 15 de septiembre de 915 y fue enterrado en la catedral de Lucca. Su viuda Berta fue regente de su hijo pequeño Guido.

## Matrimonio y descendencia
Entre 895 y 898, se casó con Berta (c. 863-8 de marzo de 925), hija de Lotario II de Lotaringia y viuda del conde Teobaldo de Arlés. Fruto del matrimonio, tuvieron al menos tres hijos:
- Guido (m.3 de febrero de 929),[3] sucedió a su padre como conde y duque de Lucca y margrave de Toscana.
- Lamberto (m. después de 938), sucedió en 929 a su hermano en sus títulos, pero les fueron arrebatados en perdió en 931 por su medio hermano Boso.
- Ermegarda (m. 932), casó en 915 con Adalberto I de Ivrea.

| Predecesor: Adalberto I | Margrave de la Toscana Conde y duque de Lucca 884/886-915 | Sucesor: Guido de Toscana |